# Stamford Museum & Nature Center
Stamford Museum & Nature Center je muzeum umění, přírody, historie a zemědělských věd asi 12 km severně od Stamfordu v americkém státě Connecticut. Rozkládá se na lesní ploše přibližně 48 hektarů a začíná necelý jeden kilometr severně od Merritt Parkway. Muzeum bylo otevřeno v roce 1936 v centru Stamfordu. Původní sbírka sestávala z komunitních darů v podobě ptáků, můr, motýlů a dalších. Později došlo k několika přestěhováním, až se v roce 1955 usídlilo na současném místě.